# Bob Hawke
Robert James Lee „Bob” Hawke (ur. 9 grudnia 1929 w Bordertown, zm. 16 maja 2019 w Sydney) – australijski działacz związków zawodowych i polityk, w latach 1983–1991 23. premier Australii. Polityk Australijskiej Partii Pracy, autor wielu reform systemu finansowego Australii, przeprowadził prywatyzację państwowych firm, sprzedał należący wcześniej do państwa Commonwealth Bank of Australia – reformy tego typu w innych krajach zachodnich były zazwyczaj przeprowadzane przez partie prawicowe. Przez wielu krytyków, szczególnie lewicowych, oskarżany o populizm i „zdradę lewicowych ideałów”.
Był postacią bardzo popularną, czemu sprzyjał jego charakterystyczny sposób mowy (porównywany do dźwięku silnika motocyklowego) był źródłem niekończących się dowcipów i parodii.
W czasie wyborów do parlamentu federalnego w 1987 obiecał, że by 1990 no child will live in poverty (do 1990 żadne dziecko w Australii nie będzie żyło w biedzie). Wypowiedź ta była wielokrotnie mu przypominana oraz wypominana. Zdanie to funkcjonuje w Australii jako przykład pustego sloganu politycznego, niespełnionych obietnic.